# Khaki
Khaki er en jordfarve, og et støv- og jordfarvet stof af linned eller bomuld. Khaki er blevet brugt af mange hære rundt omkring i verden, herunder som camouflage. Flere farvevarianter kaldes khaki, men den mest oprindelige er en, som har en del gul i sig. 
I  1848 blev farven taget i brug af den engelske Harry Burnett Lumsdens regiment i Indien, og efter lidt tid blev den en af de officielle farver for britiske hæruniformer. 
| Artikelstump | Spire Denne artikel om en farve er en spire som bør udbygges. Du er velkommen til at hjælpe Wikipedia ved at udvide den. |